# Sainte-Croix-Vallée-Française
Sainte-Croix-Vallée-Française là một xã ở tỉnh Lozère trong vùng Occitanie, phía nam nước Pháp.